# 小行星7270
小行星7270（英語：7270 Punkin）是一颗围绕太阳公转的小行星。1978年7月7日，愛德華·鮑威爾在帕洛马山发现了此天体。
这颗小行星的绝对星等为217.69436等。